# 马可·波罗 (游戏)
马可·波罗是在游泳池里玩的一种抓人游戏。 抓人的人要闭上眼睛，要试图抓到其他玩家。如果有玩家被抓到或者離開了游泳池，那麼這位玩家就要去抓人。該游戏的名字雖然與马可·波罗同名。 但兩者之間似乎并没有什么真正的联系。 